# Угаров, Алексей Сергеевич
Алексе́й Серге́евич Уга́ров (1909—1998) — советский альпинист, заслуженный мастер спорта СССР (1954), двукратный победитель чемпионатов СССР по альпинизму (1953, 1954).
Во второй половине 1930-х годов совершил ряд первовосхождений на Кавказе, а в 1940 году участвовал в технически сложном траверсе массива Ушбы с юга на север. В 1946 году принимал участие в альпинистской экспедиции на Юго-Западном Памире, во время которой были покорены высшая точка Рушанского хребта пик Патхор (6080 м) и высшая точка Шахдаринского хребта пик Карла Маркса (6726 м).
Во время Памирской экспедиции ВЦСПС 1953 года Алексей Угаров был назначен руководителем штурмовой группы. Под его руководством 22 августа 1953 года команда из восьми альпинистов впервые в истории взошла на главную вершину пика Корженевской (7105 м) — единственного остававшегося к тому времени непокорённым семитысячника на территории СССР. Во время Памирской экспедиции ВЦСПС 1954 года Угаров также был руководителем штурмовой группы. 17 августа 1954 года все 11 входивших в неё альпинистов достигли вершины пика Революции (ныне — пик Независимости, 6974 м). Первовосхождения на пик Корженевской и пик Революции заняли первые места на чемпионатах СССР по альпинизму в высотном классе 1953 и 1954 годов, соответственно.
В 1955 году Алексей Угаров участвовал в многодневном траверсе Заалайского хребта от пика Октябрьский (6700 м) до пика Ленина (7134 м), вершины которого участники экспедиции достигли 21 августа. Этот поход занял третье место на чемпионате СССР по альпинизму в классе траверсов.

## Биография

### До и во время войны
Алексей Угаров родился 24 января (6 февраля) 1909 года в Ярославской губернии. В 1924 году переехал в Ленинград. В первом горном походе участвовал в 1928 году — перешёл через перевал Донгузорун из Приэльбрусья в Сванетию. Одним из участников этого похода был поэт Николай Тихонов.
Угаров серьёзно увлекался велосипедным спортом, в 1934 году в составе ленинградской команды участвовал в велопробеге Ленинград—Москва. Во время этого пробега, когда их группа остановилась на ночёвку, к ним подошёл подъехавший на машине Сергей Миронович Киров. Во время разговора у костра он рассказал про свои восхождения на Эльбрус и Казбек, а уходя, сказал: «Запомните, ребята, альпинизм интереснее велоспорта будет!». Под впечатлением от этого рассказа Угаров в том же 1934 году записался в альпинистскую секцию.
В 1935 году Угаров поехал в альплагерь «Штулу» на Кавказе, где совершил восхождение на восточную вершину Эльбруса, а также первое восхождение на пик Адырсу по южному гребню в группе с Львом Богородским, Петром Поварниным и А. Старостиным.
К 1936 году, окончив Ленинградскую школу инструкторов, Алексей Угаров стал инструктором альпинизма. Впоследствии он работал во многих альпинистских лагерях — «Гвандра», «Безенги», «Накра», «Химик», «Баксан» и «Адылсу».
В 1937 году Угаров был руководителем нескольких первовосхождений в районе горного массива Доппах, расположенного в Суганском хребте в Верхней Дигории (Северная Осетия). В 1940 году группа, в которую входили Алексей Угаров, Иван Антонович и Владислав Лубенец, совершила очень сложный (по тем временам — рекордно сложный) траверс массива Ушбы с юга на север.
После начала Великой Отечественной войны Алексей Угаров работал в Ленинграде на заводе по производству боевой техники и боеприпасов, на котором, в частности, производились реактивные установки «Катюша». Он работал там в течение всего периода блокады Ленинграда, за свой труд был награждён медалями.

### После войны
После войны Алексей Угаров учился в Ленинградском технологическом институте имени Ленсовета и окончил его по специальности «инженер-химик (технолог)». Во время обучения в институте Угаров организовал там секцию альпинизма. После окончания института до 1964 года он работал на различных предприятиях, связанных с оборонной промышленностью; трудился начальником цеха, главным инженером и главным технологом.
В первые же послевоенные годы Алексей Угаров возобновил занятия альпинизмом. В 1946 году, имея на тот момент первый спортивный разряд по альпинизму, он участвовал в альпинистской экспедиции на Юго-Западном Памире, которой руководили заслуженные мастера спорта СССР Евгений Белецкий и Евгений Абалаков. В составе экспедиции было несколько мастеров спорта — Александр Сидоренко, Евгений Иванов, Анатолий Кельзон и Мария Потапова, а также перворазрядники, в числе которых, помимо Угарова, были Анатолий Багров, Владимир Тихонравов, Владимир Старицкий, И. Шлягин и П. Семёнов.

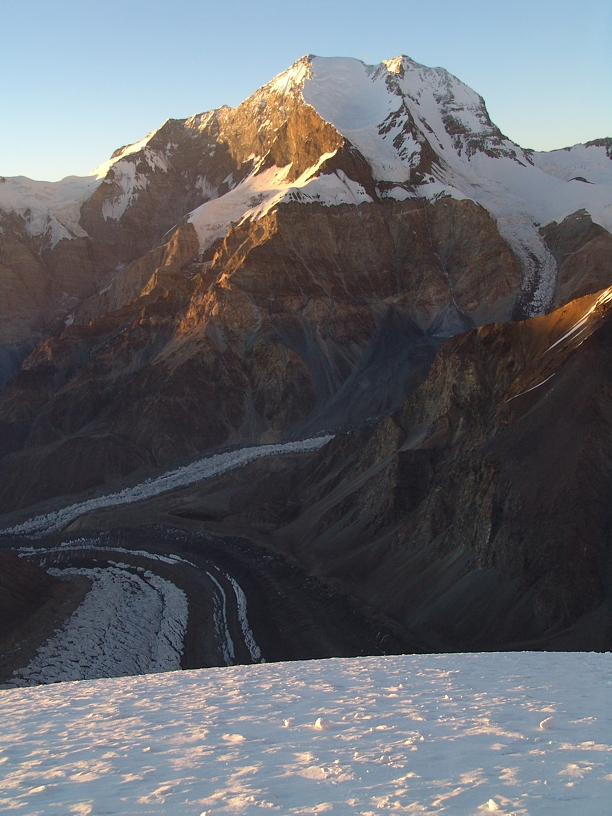
Пик Корженевской с юга

Во время этой экспедиции Угаров совершил три первовосхождения. Сначала вместе с передовой группой (в состав которой, кроме него, входили Анатолий Багров, Мария Потапова, Владимир Тихонравов и П. Семёнов) Угаров взошёл на безымянный пик 5600 м. Восходители назвали его пиком Клунникова, в честь исследователя Памира геолога Сергея Клунникова, погибшего во время Великой Отечественной войны. Затем весь альпинистский состав экспедиции участвовал в покорении высшей точки Рушанского хребта — пика Патхор (6080 м). И, наконец, восхождение на высшую точку Шахдаринского хребта — пик Карла Маркса (6726 м), вершины которого, кроме Угарова, достигли ещё шесть участников экспедиции — Евгений Белецкий, Евгений Абалаков, Анатолий Багров, Евгений Иванов, Александр Сидоренко и П. Семёнов. Маршрут на пик Патхор проходил по западному гребню, а на пик Карла Маркса — с северной стороны; руководителем обоих восхождений на шеститысячники был Евгений Белецкий. В том же 1946 году Угарову было присвоено звание мастера спорта СССР.
В 1949—1951 годах Алексей Угаров работал инструктором в альплагере «Химик», расположенном в ущелье Адырсу на Кавказе. В этот период он совершил ряд спортивных восхождений — на гору Уллутаучана, пик Вольная Испания, а также траверс горного массива Светгар.
В июле—августе 1953 года Алексей Угаров участвовал в Памирской экспедиции ВЦСПС, целью которой было восхождение на пик Корженевской — единственный оставшийся к тому времени непокорённым семитысячник на территории СССР. Начальником экспедиции был Евгений Белецкий. С самого начала участники столкнулись с непредвиденными трудностями, связанными с необходимостью налаживания новых переправ через реки (включая Муксу), поскольку старые мосты и переправы были разрушены водными потоками. Это привело к решению о продлении сроков экспедиции. На заключительном этапе из-за развившегося воспаления лёгких Белецкий не смог принять участие в восхождении, и руководителем штурмовой группы, в которую вошли восемь альпинистов, был назначен Угаров. 17 августа штурмовая группа вышла из базового лагеря, расположенного у ледника Фортамбек на высоте около 2900 м. На пути к вершине они провели пять ночёвок в промежуточных лагерях — 4400 м, 5600 м, 6100 м, 6500 м и, наконец, пятый лагерь в непосредственной близости от вершины. 22 августа группе из восьми альпинистов удалось впервые в истории покорить главную вершину пика Корженевской (7105 м) — четвёртую по высоте вершину в СССР. Кроме Угарова, в группу первовосходителей входили Александр Гожев, Борис Дмитриев, Анатолий Ковырков, Леонид Красавин, Эргалий Рыспаев, Ростислав Селиджанов и Пётр Скоробогатов. Это восхождение заняло первое место на чемпионате СССР по альпинизму в высотном классе.

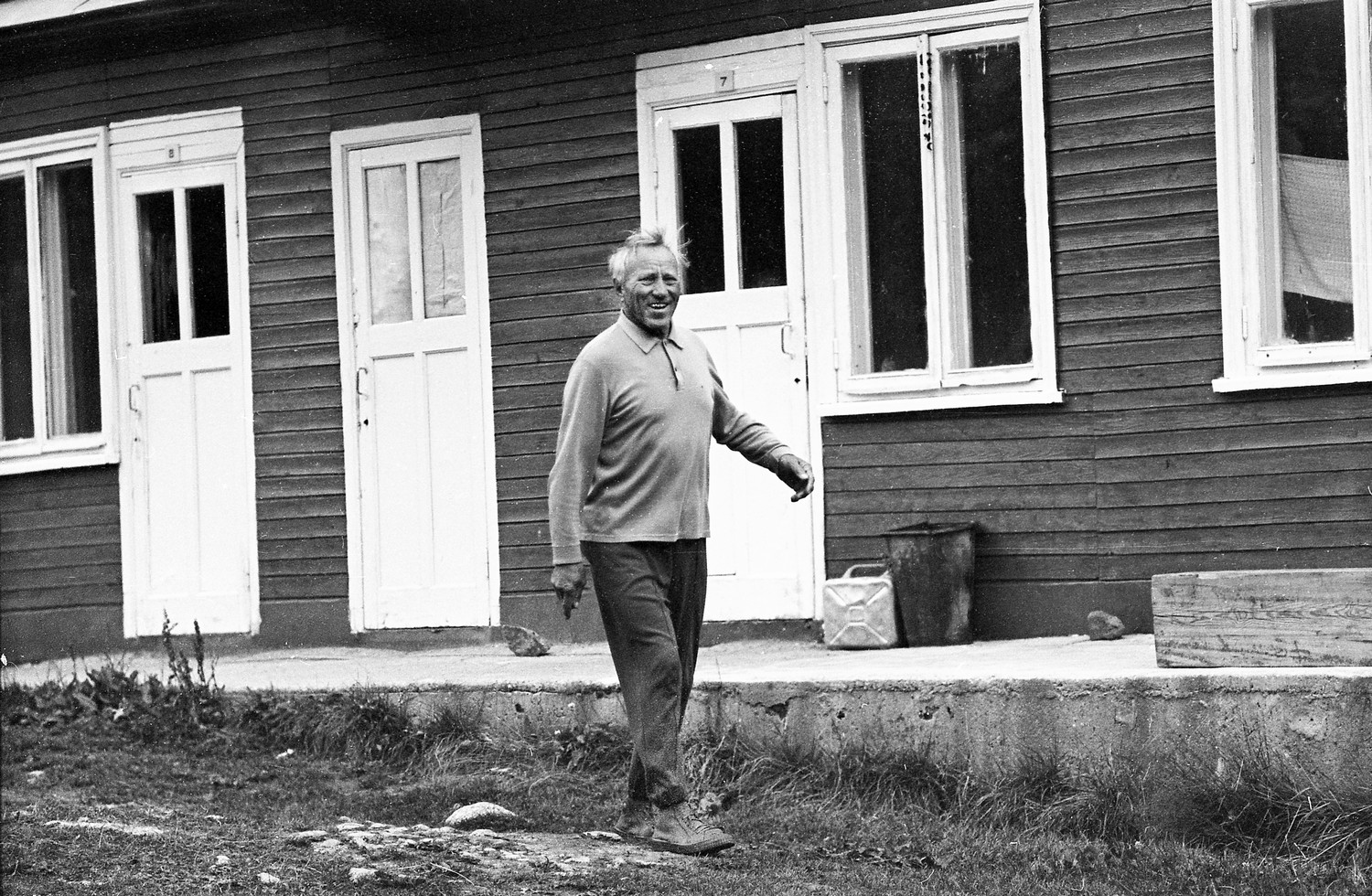
Алексей Угаров в альплагере «Безенги» (1978 год, фотография Яана Кюннапа)

Летом 1954 года была организована ещё одна Памирская экспедиция ВЦСПС. На этот раз, её целью было покорение высшей точки Язгулемского хребта — пика Революции (ныне — пик Независимости, 6974 м, в некоторых источниках — 6940 м, в публикациях 1950-х годов указывалась высота 6987 м). Начальником экспедиции была заслуженный мастер спорта СССР Елена Казакова, а руководителем штурмовой группы, в которую вошли 11 альпинистов, был назначен Алексей Угаров. Подход был осуществлён со стороны ледника Грумм-Гржимайло. 15 августа штурмовая группа вышла из лагеря, расположенного на высоте около 5600 м. После двух ночёвок, вторая из которых была на высоте около 6800 м, 17 августа все 11 участников штурмовой группы, поднимаясь по северо-восточному гребню, достигли вершины пика Революции. Помимо ряда участников прошлогоднего восхождения — Гожева, Ковыркова, Скоробогатова, Рыспаева и Селиджанова — в штурмовую группу также входили Аркадий Шкрабкин, Рэм Андреев, Борис Шляпцев, Михаил Шилкин и Иван Солодовников. Это первовосхождение также заняло первое место на чемпионате СССР по альпинизму в высотном классе. В результате Угаров стал двукратным чемпионом СССР, причём в обоих случаях он был руководителем восхождений. В том же году ему было присвоено звание заслуженного мастера спорта СССР.
В 1955 году Алексей Угаров участвовал в многодневном траверсе в районе Заалайского хребта. Сначала в составе советско-китайской экспедиции под руководством Евгения Белецкого он совершил первовосхождение на пик Октябрьский (6700 м), на пути к которому также была покорена безымянная вершина высотой 6673 м, названная пиком Единства, «в честь дружбы советского и китайского народов». 15 августа 1955 года 14 советских и 4 китайских альпиниста достигли вершины пика Октябрьский, после чего, как было заранее запланировано, группа разделилась: 11 альпинистов (семь советских и четыре китайских) под руководством Белецкого спустились вниз, а команда ВЦСПС в составе семи человек под руководством заслуженного мастера спорта СССР Кирилла Кузьмина продолжила траверс Заалайского хребта через перевал Крыленко (5900 м) до пика Ленина (7134 м), вершины которого участники траверса достигли 21 августа. В эту команду, помимо Кузьмина и Угарова, также входили Евгений Иванов, Александр Гожев, Борис Дмитриев, Анатолий Ковырков и Пётр Скоробогатов. Этот поход занял третье место на чемпионате СССР по альпинизму в классе траверсов.
В 1959—1961 годах Угаров работал начальником Среднеазиатской школы инструкторов, а в 1962—1981 годах был тренером школы инструкторов ВЦСПС и различных спортивных сборов.
В последние годы своей жизни Алексей Угаров жил один в однокомнатной квартире, пережив свою жену и сына. Скончался 20 февраля 1998 года в возрасте 89 лет.

## Спортивные достижения

### Чемпионаты СССР по альпинизму
Данные приведены в соответствии с информацией из книги П. С. Рототаева.
- 1953 год —  1-е место (высотный класс), первовосхождение на пик Корженевской, руководитель команды ВЦСПС, в которую входили Александр Гожев, Борис Дмитриев, Анатолий Ковырков, Леонид Красавин, Эргалий Рыспаев, Ростислав Селиджанов и Пётр Скоробогатов.
- 1954 год —  1-е место (высотный класс), первовосхождение на пик Революции, руководитель команды ВЦСПС, в которую входили Александр Гожев, Анатолий Ковырков, Пётр Скоробогатов, Ростислав Селиджанов, Эргалий Рыспаев, Аркадий Шкрабкин, Рэм Андреев, Борис Шляпцев, Михаил Шилкин и Иван Солодовников.
- 1955 год —  3-е место (класс траверсов), траверс вершин пик Октябрьский — пик Ленина, в группе под руководством Кирилла Кузьмина (ВЦСПС), в которую также входили Евгений Иванов, Александр Гожев, Борис Дмитриев, Анатолий Ковырков и Пётр Скоробогатов.

## Память
- Именем Угарова названа одна из вершин, находящихся на гребне, ведущем к вершине пика Корженевской на Памире — пик Угарова[3].
- Его именем также названо седло Угарова — понижение гребня, соединяющего вершины пика Революции и пика Вертикаль на Памире[14].

### Статьи
- Е. А. Белецкий, А. С. Угаров «На пик Евгении Корженевской» (в сборнике «Побеждённые вершины 1954», Москва, ГИГЛ, 1957)
- А. С. Угаров «На пик Революции» (в сборнике «Побеждённые вершины 1954—1957», Москва, ГИГЛ, 1959)
- А. С. Угаров «Через три вершины Заалая» (в сборнике «Побеждённые вершины 1954—1957», Москва, ГИГЛ, 1959)